# Bernd W. Seiler
Bernd W. Seiler (* 17. Oktober 1939 in Preußisch Eylau) ist ein deutscher Germanist und Literaturwissenschaftler.

## Leben
Er wuchs in Dresden auf. Nach dem Abitur 1958 studierte er Germanistik und Geschichte in Kiel, München und Hamburg. Nach dem ersten Staatsexamen 1966, der Promotion 1969 und dem zweiten Staatsexamen 1972 wurde er 1974 Akademischer Rat an der Universität Bielefeld. Nach der Habilitation 1981 (Neuere deutsche Literatur und ihre Didaktik) wurde er 1986 außerplanmäßiger Professor. Seit 2005 ist er pensioniert.
Sein Forschungsschwerpunkt ist deutsche Literatur des 19. und 20. Jahrhunderts unter besonderer Berücksichtigung ihrer Entstehungs- und ihrer historischen Wirkungsbedingungen.

## Schriften (Auswahl)
- Die historischen Dichtungen Georg Heyms. Analyse und Kommentar. Fink, München 1972.
- Die leidigen Tatsachen. Von den Grenzen der Wahrscheinlichkeit in der deutschen Literatur seit dem 18. Jahrhundert. Klett-Cotta, Stuttgart 1983, ISBN 3-608-91246-0.
- Es begann in Lesmona. Auf den Spuren einer Bremer Liebesgeschichte. Döll, Bremen 1993, ISBN 3-88808-200-5.
- Heinrich von Kleist: Die Marquise von O..., Das Erdbeben in Chili. Module und Materialien für den Literaturunterricht. Schroedel Westermann, Braunschweig 2017, ISBN 3-507-69986-9.